# 支那方面艦隊
支那方面艦隊（日语：／ Shina Hōmen Kantai ?），又稱中國方面艦隊，是旧日本海軍的一支舰队编制。支那方面舰队与聯合艦隊类似，同样下辖数个舰队。1937年中国抗日战争初期，支那方面舰队成立，一度统括日本在华海军兵力。

## 历史
日俄战争结束以后，日本人在中国大陆、尤其是长江一带的活动日渐增多。1905年（明治38年）12月，为了保障在华日人的权益，日本海军组建了以炮舰为主的南清舰队。1911年辛亥革命爆发，日军加强了南清舰队的实力，并改名第三艦隊。1914年第一次世界大战爆发，战争初期中国政府宣布中立，1915年（大正4年）12月第三舰队一度解散，列强驻华部队及内河炮舰均在上海解除武装。
1917年（大正6年）12月，中国政府对德宣战，日本海军旋即派出一个战队的兵力，恢复在华驻军。1918年（大正7年）8月，第7战队改名遣支艦隊，1919年（大正8年）8月增强并改编为第一遣外艦隊。第一遣外舰队以上海为基地，在华东沿海及长江流域活动。1927年（昭和2年）5月，日军为了扩展在华北及华南的活动能力，又编成第二遣外艦隊。1932年（昭和7年）2月，组建新的第三舰队，统括第一、第二遣外舰队。日后的支那方面舰队即以此次第三舰队为骨干而编成。
1932年（昭和7年）1月一·二八事變爆发，同年6月日军组建上海海軍特別陸戰隊（简称上陆）。10月上陆改成常设部队，并编入第三舰队旗下。1933年（昭和8年）4、5月间，废止第一、第二遣外舰队并改编为两个战队。至七七事变为止，第三舰队辖有两个战队、一个水雷戰隊以及上陆等兵力。
1937年（昭和12年）7月，以七七事变为导火索，抗日战争全面爆发，日本海军开始大幅度增加驻华部队数量。至同年10月，第三舰队膨胀至3个战队、3个水雷战队、5个航空战队的规模，同时新设第四艦隊。再以两支舰队为核心，组建支那方面舰队，规模上已经接近主力联合舰队。1938年（昭和13年）2月，组建第五艦隊并划入支那方面舰队，此时支那方面舰队已经统率多达三支舰队，即第三（以上海为据点，负责长江流域）、第四（以青岛为据点，负责华北沿岸）、第五舰队（以广州为据点，着手进攻厦门至广州一带，并伺机进占香港）。
1939年（昭和14年）11月，支那方面舰队辖下的三支舰队分别改名为第一、第三及第二遣支艦隊。同时下辖4个根据地队，大幅强化陆战能力。
1941年（昭和16年），日本海军为了准备对英国、美国发动战争，开始强化联合舰队的实力。随着日军占领海南岛，海军判断在华海上作战已经告一段落，故此从支那方面舰队抽调正规军舰及性能尚可的特设军舰（由民用船只改装而来的辅助军舰），同时抽调中国大陆方向的航空部队，组建成第十一航空艦隊。在太平洋战争爆发前夕，支那方面舰队的军舰和航空兵力已经所剩无几。
1941年4月10日海南岛特别根据地队升格为警備府。1942年（昭和17年）4月，第三遣支舰队降格为青岛方面特别根据地队；1943年（昭和18年）8月，第一遣支舰队也降格为扬子江方面特别根据地队，均成为支那方面舰队直辖地面部队。至此，支那方面舰队仅辖有一支舰队（即第二遣支舰队）。
1945年（昭和20年）9月9日，支那方面舰队向中国政府投降，停止了一切活动。

## 编制

### 1937年12月1日，新组建时
- 第三艦隊
- 第四艦隊

### 1941年12月10日，太平洋战争开战时
- 第一遣支舰队
- 第二遣支舰队
- 第三遣支舰队
- 海南警备府部队・・・砂川兼雄海军中将
  - 第1水雷队：鸿（日语：鴻 (鴻型水雷艇)）、隼（日语：隼 (鴻型水雷艇)）
  - 海南警备府
  - 横須賀鎮守府第4特别陆战队、舞鶴鎮守府第1特别陆战队、佐世保鎮守府第8特别陆战队
  - 第15、16警备队、海南通信队
- 上海方面根据地队
  - 鸟羽
  - 栗、栂、莲
  - 日本海丸、第13、14炮舰队、第1、2炮艇队
  - 舟山岛警备队、南京警备队、上海港务部、上海海军特别陆战队
- 附属：出雲、牟婁丸、白沙（日语：白沙 (特設測量艦)）

### 1942年7月14日，中途岛海战后
- 第一遣支艦隊
- 第二遣支舰队
- 海南警备府部队・・・砂川兼雄海军中将
  - 鸿
  - 海南警备府
  - 横須賀鎮守府第4特别陆战队、舞鶴鎮守府第1特别陆战队、佐世保鎮守府第8特别陆战队
  - 第15、16警备队
- 上海方面根据地队
  - 鸟羽（日语：鳥羽 (砲艦)）
  - 栗（日语：栗 (駆逐艦)）、栂（日语：栂 (駆逐艦)）、莲（日语：蓮 (駆逐艦)）
  - 第13、14炮舰队、第1、2炮艇队
  - 舟山岛警备队、南京警备队、上海港务部、上海海军特别陆战队
- 青岛方面特别根据地队（原第三遣支舰队）
  - 雉（日语：雉 (鴻型水雷艇)）
  - 首里丸、日本海丸
- 附属：出雲、多多良（日语：ウェーク (砲艦)）、牟婁丸、白沙

### 1944年4月1日，战时编制制度改定
- 第二遣支舰队
- 海南警备府部队・・・松木益吉海军中将
  - 第254海军航空队
  - 海南警备府
  - 横須賀鎮守府第4特别陆战队、舞鶴鎮守府第1特别陆战队、佐世保鎮守府第8特别陆战队
  - 第15、16警备队
- 上海方面根据地队
  - 鸟羽、安宅（日语：安宅 (砲艦)）、宇治、兴津（英语：Italian minelayer Lepanto）
  - 栗、栂、蓮
  - 第14炮舰队
  - 舟山岛警备队、南京警备队、上海港务部、上海海军特别陆战队
- 扬子江方面特别根据地队（原第一遣支舰队）
  - 须磨、多多良、势多（日语：勢多 (砲艦)）、坚田（日语：堅田 (砲艦)）、保津（日语：保津 (砲艦)）、热海（日语：熱海 (砲艦)）、二见（日语：二見 (砲艦)）、伏见（日语：伏見 (伏見型砲艦)）、隅田（日语：隅田 (伏見型砲艦)）、比良（日语：比良 (砲艦)）、鸣海（日语：鳴海 (砲艦)）
  - 九江警备队
- 青岛方面特别根据地队
  - 首里丸
- 附属：第256海军航空队、白沙

### 1944年8月15日，菲律賓海海戰后
- 第二遣支舰队
- 海南警备府部队・・・松木益吉海军中将
  - 第254海军航空队
  - 海南警备府
  - 横須賀鎮守府第4特别陆战队、舞鶴鎮守府第1特别陆战队、佐世保鎮守府第8特别陆战队
  - 第15、16警备队
- 上海海军特别陆战队
- 上海方面根据地队
  - 鸟羽、安宅、宇治、兴津
  - 栗、栂、蓮
  - 舟山岛警备队、南京警备队、上海港务部
- 扬子江方面特别根据地队
  - 须磨、多多良、势多、坚田、保津、热海、二见、伏见、隅田、比良、鸣海
  - 九江警备队
- 青岛方面特别根据地队
  - 首里丸
- 附属：第256海军航空队

### 1945年6月1日，战败前夕
- 第二遣支舰队
- 海南警备府部队・・・伍賀啓次郎海军中将
  - 海南警备府
  - 横須賀鎮守府第4特别陆战队、舞鶴鎮守府第1特别陆战队、佐世保鎮守府第8特别陆战队
  - 第15、16警备队
  - 海南海军设施部・・・边见尚义技術大佐
  - 第一海军设施部・・・藤田敬一技術大佐
- 上海海军特别陆战队・・・森德治海军少将
- 上海方面根据地队・・・胜野实海军中将
  - 鸟羽、安宅、宇治、兴津
  - 栗、蓮
  - 舟山岛警备队、南京警备队、上海港务部
- 扬子江方面特别根据地队・・・澤田虎夫（日语：澤田虎夫）海军中将
  - 第21、23、24炮舰队
  - 九江警备队
- 青岛方面特别根据地队・・・金子繁治（日语：金子繁治）海军中将
- 附属：第108、144号运输舰
  - 第324、3213设营队
  - 中支那海军航空队・・・梅崎卯之助海军大佐

## 历任司令长官
1. 長谷川清大将　1937年10月20日～
2. 及川古志郎中将　1938年4月25日～
3. 嶋田繁太郎中将　1940年5月1日～
4. 古賀峯一大将　1941年9月1日～
5. 吉田善吾大将　1942年11月10日～
6. 近藤信竹大将　1943年12月1日～
7. 福田良三（日语：福田良三）中将　1945年5月15日～1945年11月30日

## 历任参谋长
1. 杉山六藏（日语：杉山六蔵）少将　1937年10月20日～
2. 草鹿任一少将　1938年4月25日～
3. 井上成美中将　1939年10月23日～
4. 大川内傳七（日语：大川内傳七）中将　1940年10月1日～
5. 田结穣（日语：田結穣）少将　1942年3月16日～
6. 宇垣完爾（日语：宇垣完爾）少将　1943年9月1日～
7. 左近允尚正（日语：左近允尚正）中将　1944年12月15日～1945年11月30日